# Ken Medema
Kenneth Peter Medema (* 7. Dezember 1943 in Grand Rapids, Michigan) ist ein US-amerikanischer Komponist und Sänger, der in den Vereinigten Staaten und in Europa tätig ist.

## Leben
Von Geburt an blind, ist er jedoch in der Lage, Licht und Schatten zu unterscheiden und größere Umrisse wahrzunehmen. Mit fünf Jahren begann er, selbst auf dem Klavier zu experimentieren. Ab dem Alter von acht Jahren erlernte er im Privatunterricht, sich die klassische Musiklehre mit Hilfe der Braille-Musikschrift anzueignen sowie ein absolutes Gehör und die Fähigkeit zur Improvisation in unterschiedlichen Musikstilen zu schulen.
1969 graduierte er im Fach Musiktherapie an der Michigan State University in Lansing, um seine gesangliche Ausdrucksweise sowie sein Klavierspiel zu professionalisieren, bevor er als Musiktherapeut in Fort Wayne, Indiana und in New Jersey arbeitete.
1973 begann er seine Laufbahn als selbständiger Künstler, indem er eigene Lieder aufzunehmen und zu präsentieren begann. Jede Erfahrung menschlichen Daseins kann Thema für seine Kompositionen sein, gleichwohl sind ihm Spiritualität und soziale Gerechtigkeit ein Anliegen.
Seine ersten Alben nahm er bei der Plattenfirma Word and Shawnee Press auf, bevor er im Jahre 1985 Brier Patch Music an seinem Geburtsort gründete. Diese Firma ist mit der Produktion und dem Vertrieb seiner Publikationen beauftragt und dient ihm zugleich dazu, seine Auftritte und Tourneen zu organisieren. In den Jahren seines Wirkens bis zum heutigen Tage (2008) hat Ken Medema 26 Alben veröffentlicht.
Er ist in der Lage, aus dem Stegreif zu komponieren. Eine Predigt, eine Erzählung oder auch spontan geäußerte Worte können ihn zu einem Song inspirieren, der dann umgehend, innerhalb von Minuten, entsteht.
Seine Aufführungen sind bei Kirchenversammlungen, Jugendversammlungen, jährlichen Treffen und bei Gottesdiensten gefragt. Er lebt in San Francisco im Bundesstaat Kalifornien der USA.